# Historia Polski (1492–1572)
Historia Polski (1492–1572) – okres w historii Polski, obejmujący czas od śmierci Kazimierza Jagiellończyka do końca panowania dynastii Jagiellonów w Polsce i na Litwie oraz do pierwszej wolnej elekcji. W okresie tym następowało stopniowe zacieśnianie unii między Koroną Królestwa Polskiego i Wielkim Księstwem Litewskim oraz rozwój ustroju demokracji szlacheckiej, dla którego istotne było zebranie pierwszego dwuizbowego sejmu walnego podczas Sejmu w Piotrkowie (1493).

## Panowanie Jana Olbrachta (1492-1501)

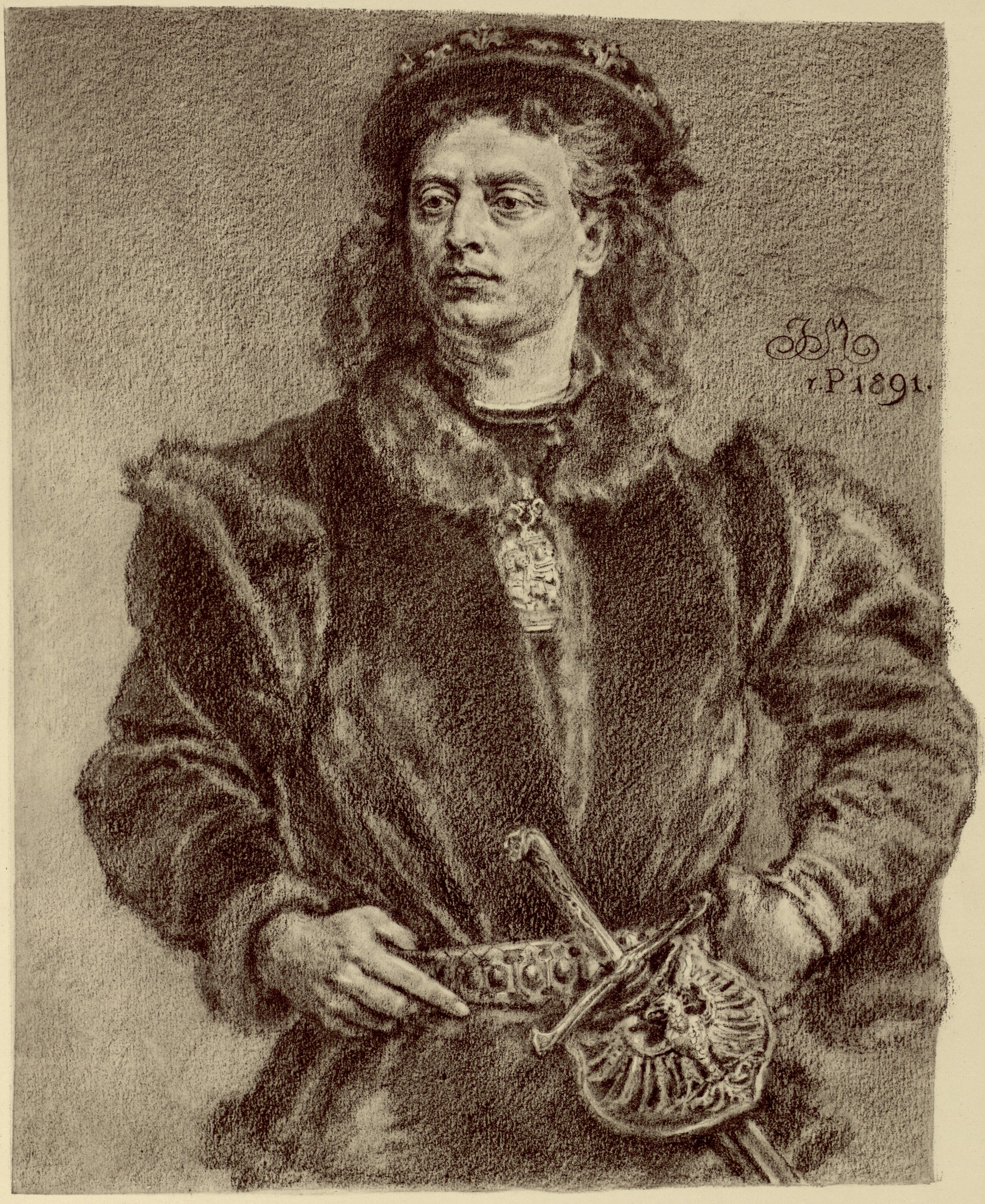
Jan Olbracht – portret

### Wybór na króla
Kazimierz Jagiellończyk przed śmiercią wyznaczył swojego syna Aleksandra Jagiellończyka na wielkiego księcia Litwy. Królem Polski miał zostać jego drugi syn, Jan I Olbracht, który po skutecznych zabiegach o poparcie szlachty został koronowany 23 września 1492 roku.

### Panowanie
W 1497 roku Olbracht zorganizował wyprawę wojenną, by odzyskać wpływy w Hospodarstwie Mołdawii i osłabić pozycję Turcji w tym regionie. Mołdawia od 1387 roku była lennem Korony, lecz jej hospodar Stefan Wielki lawirował politycznie między Polską, Węgrami i Turcją. Na wojnę wyruszyła armia złożona z pospolitego ruszenia licząca ponad 40 tysięcy żołnierzy. Wyprawa zakończyła się dużymi stratami polskich wojsk w bitwie pod Koźminem. W walkach przeciwko polskim siłom Mołdawię wsparła Turcja.
W 1499 roku zawarto sojusz z Węgrami i Stefanem Mołdawskim. W następstwie nieudanej wyprawy mołdawskiej zawiązał się cały szereg przymierzy i koalicji państw ościennych przeciwko Polsce i Litwie. W walkach przeciwko wojskom koronnym Wołochów wsparły Turcja i Węgry, rządzone przez Władysława II Jagiellończyka. Wiosną 1498 r. Tatarzy najechali południowo-wschodnie terytoria Wielkiego Księstwa Litewskiego, a Iwan III Srogi, książę moskiewski, próbował opanować Kijów, zwyciężając armię polsko-litewską w bitwie nad Wiedroszą (1500). Na zachodzie cesarz rzymski Maksymilian I Habsburg przejął część Śląska z Głogowem i zażądał zwrócenia zakonowi krzyżackiemu Prus Królewskich, w związku z czym komtur krzyżacki odmówił złożenia hołdu królowi polskiemu. Wiosną 1501 r. Olbracht zarządził koncentrację wojsk koronnych w Toruniu, ale wkrótce zmarł na chorobę zakaźną, wobec czego wyprawa wojenna na Prusy Zakonne nie doszła do skutku.

### Polityka zagraniczna
W 1494 roku doszło do zjazdu rodzinnego Jagiellonów w Lewoczy, na którym miały zapaść ważne decyzje, dotyczące przyszłości dynastii. Udział w nim wzięli: Jan I Olbracht, Władysław II Jagiellończyk, prymas Polski, biskup krakowski, Zygmunt I oraz Fryderyk Starszy Hohenzollern, margrabia Brandenburgii. Na zjeździe tym nie podjęto żadnych wiążących decyzji. Władysław II Jagiellończyk podpisał jedynie z Janem Olbrachtem akt, w którym obiecali sobie wzajemną pomoc w wypadku buntu poddanych. W 1498 roku wielkim mistrzem krzyżackim został Fryderyk von Wettyn, który odmówił złożenia hołdu królowi i rozpoczął działania mające na celu odzyskanie ziem utraconych po drugim pokoju toruńskim. W sytuację tę wmieszał się Maksymilian I Habsburg, na co Jan I Olbracht odpowiedział sojuszem z Francją z 1500 roku poprzez małżeństwo Władysława z francuską księżniczką Anną de Foix-Candale. W 1499 roku zawarto Unię krakowsko-wileńską pomiędzy Polską i Litwą, która dotyczyła dalszej współpracy obu krajów.

### Śmierć
Jan I Olbracht zmarł 17 czerwca 1501 roku w Toruniu. Jego zwłoki złożono uroczyście w katedrze wawelskiej. Był bezdzietny, więc tron przejął jego młodszy brat, wielki książę litewski Aleksander I Jagiellończyk (1501–1506).

## Panowanie Aleksandra I Jagiellończyka (1501-1506)

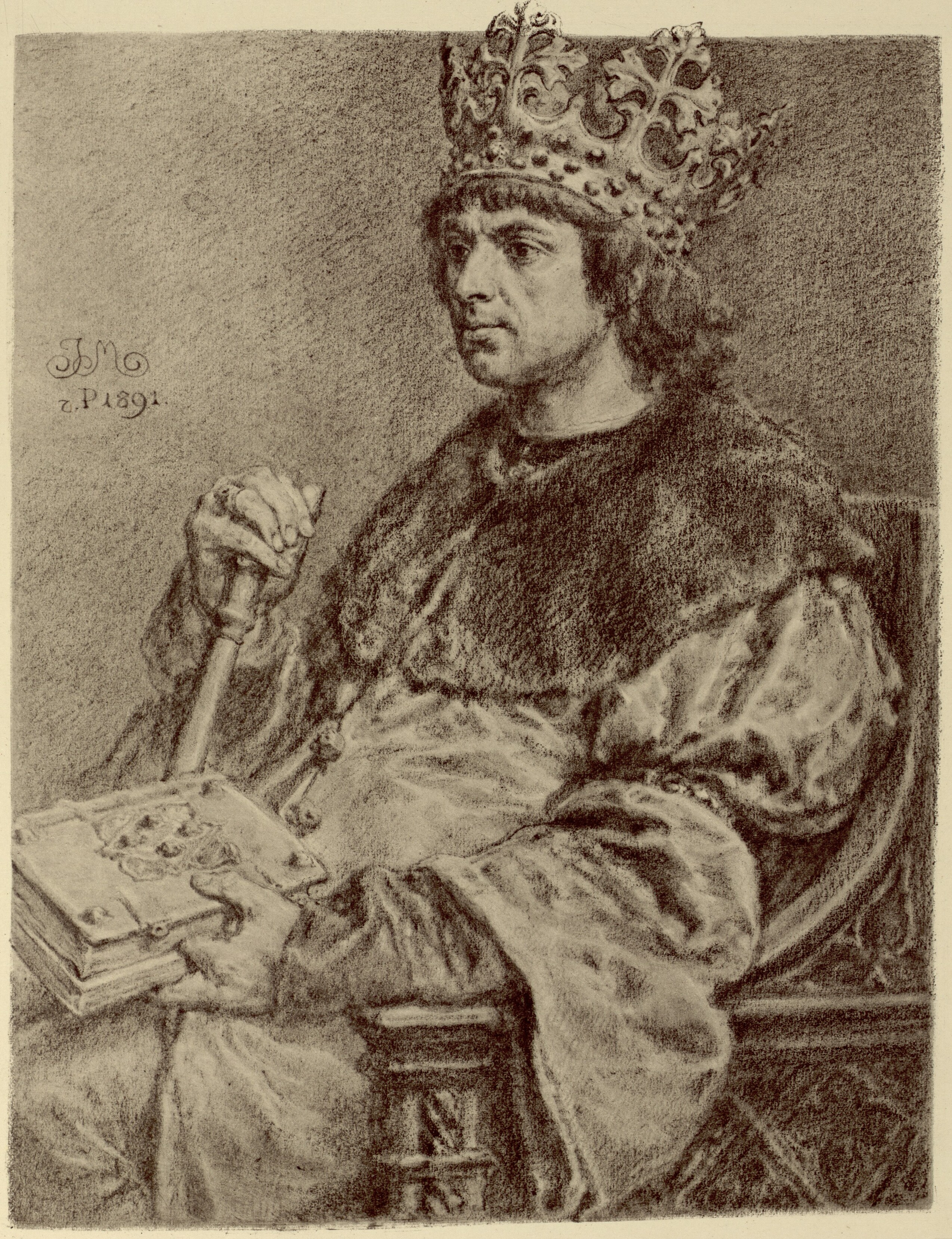
Aleksander Jagiellończyk – portret

### Wybór na króla
12 grudnia 1501 roku w katedrze na Wawelu Aleksander I Jagiellończyk został koronowany na króla Polski przez najmłodszego syna Kazimierza Jagiellończyka, swojego brata – arcybiskupa gnieźnieńskiego i prymasa Polski, kardynała Fryderyka Jagiellończyka. Koronacja odbyła się w obecności m.in. królowej Elżbiety Rakuszanki. Żona Aleksandra, wielka księżna litewska Helena, nie została koronowana na królową Polski - sprzeciwiali się temu biskupi, gdyż wyznawała wiarę prawosławną. Aleksander koronę uzyskał dopiero po podpisaniu dwóch aktów ustrojowych, przygotowanych przez możnowładców polskich: o zrzeczeniu się swych praw dziedzicznych do Litwy i zacieśnieniu unii polsko-litewskiej (unia mielnicka) oraz przyznaniu władzy w kraju senatowi na mocy przywileju mielnickiego. Było to równoznaczne z poddaniem króla kontroli możnowładców.

### Wojna z Wielkim Księstwem Moskiewskim
28 marca 1503 roku podpisano sześcioletni rozejm, kończący wojnę moskiewską trwającą od 1500 roku. Na jego mocy 1/3 terytorium Wielkiego Księstwa Litewskiego znalazło się pod okupacją moskiewską.

### Nihil novi
W 1505 roku kolejny sejm w Radomiu uchwalił konstytucję praw Nihil novi, uzupełnioną przez monarchę zapisem „Gdybyśmy cokolwiek przeciw wolnościom, przywilejom, swobodom i prawom Królestwa uczynili, uznajemy to ipso facto (łac. tym samym) za nieważne i żadne”. W myśl konstytucji król nie mógł postanowić nic nowego bez zgody izby poselskiej i senatu. Na sejmie zatwierdzono również tzw. „Statut Łaskiego”, spisany przez kanclerza wielkiego koronnego Jana Łaskiego, stanowiący zbiór przywilejów szlacheckich i kościelnych oraz praw miejskich obowiązujących w Królestwie.

### Śmierć
Aleksander Jagiellończyk zmarł bezpotomnie 19 sierpnia 1506 roku w wieku 45 lat. Został pochowany w katedrze wileńskiej. Wielkim księciem litewskim, a następnie królem polskim, został jego młodszy brat Zygmunt I Stary (1506–1548).

## Panowanie Zygmunta Starego (1506-1548)

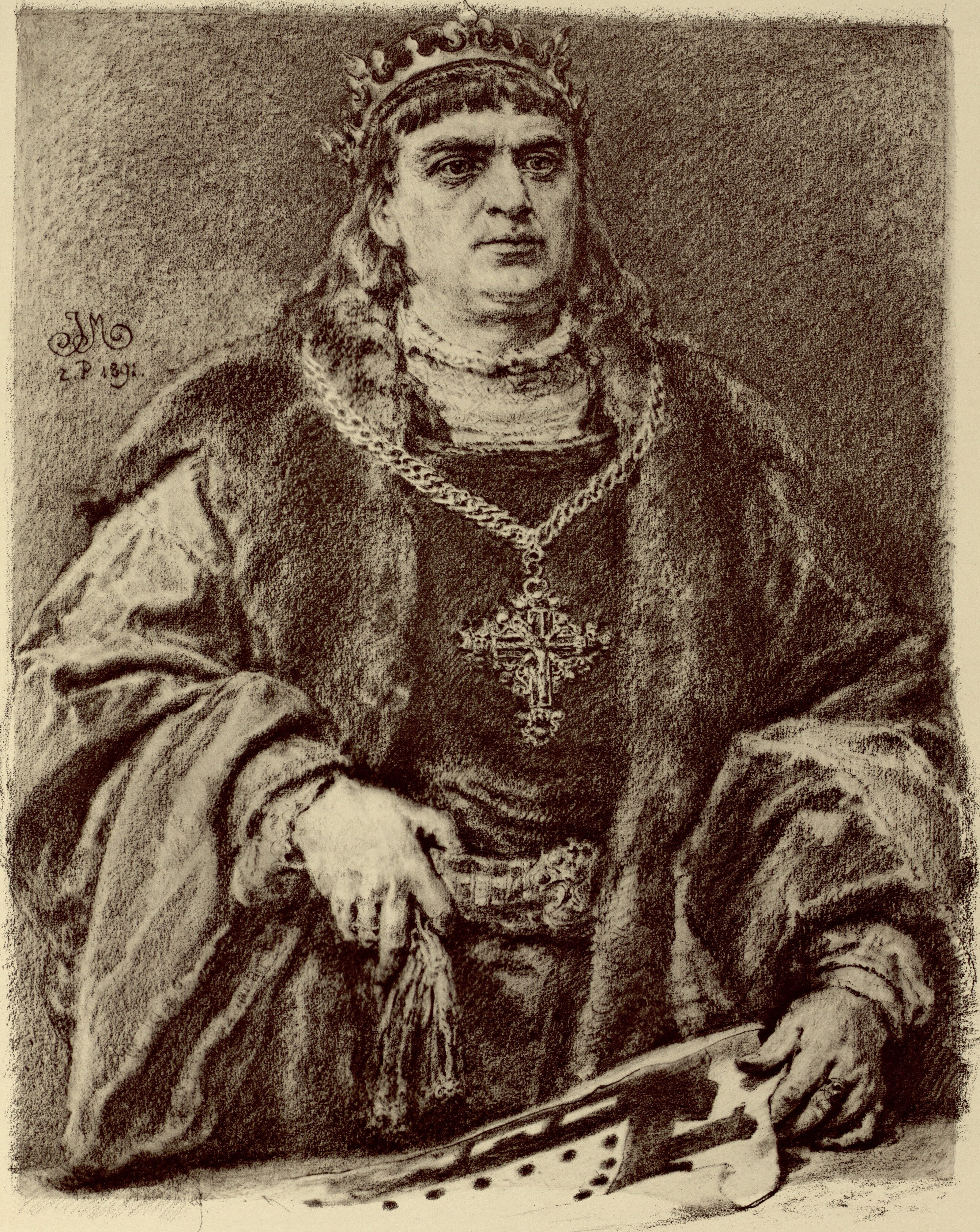
Zygmunt I Stary – portret

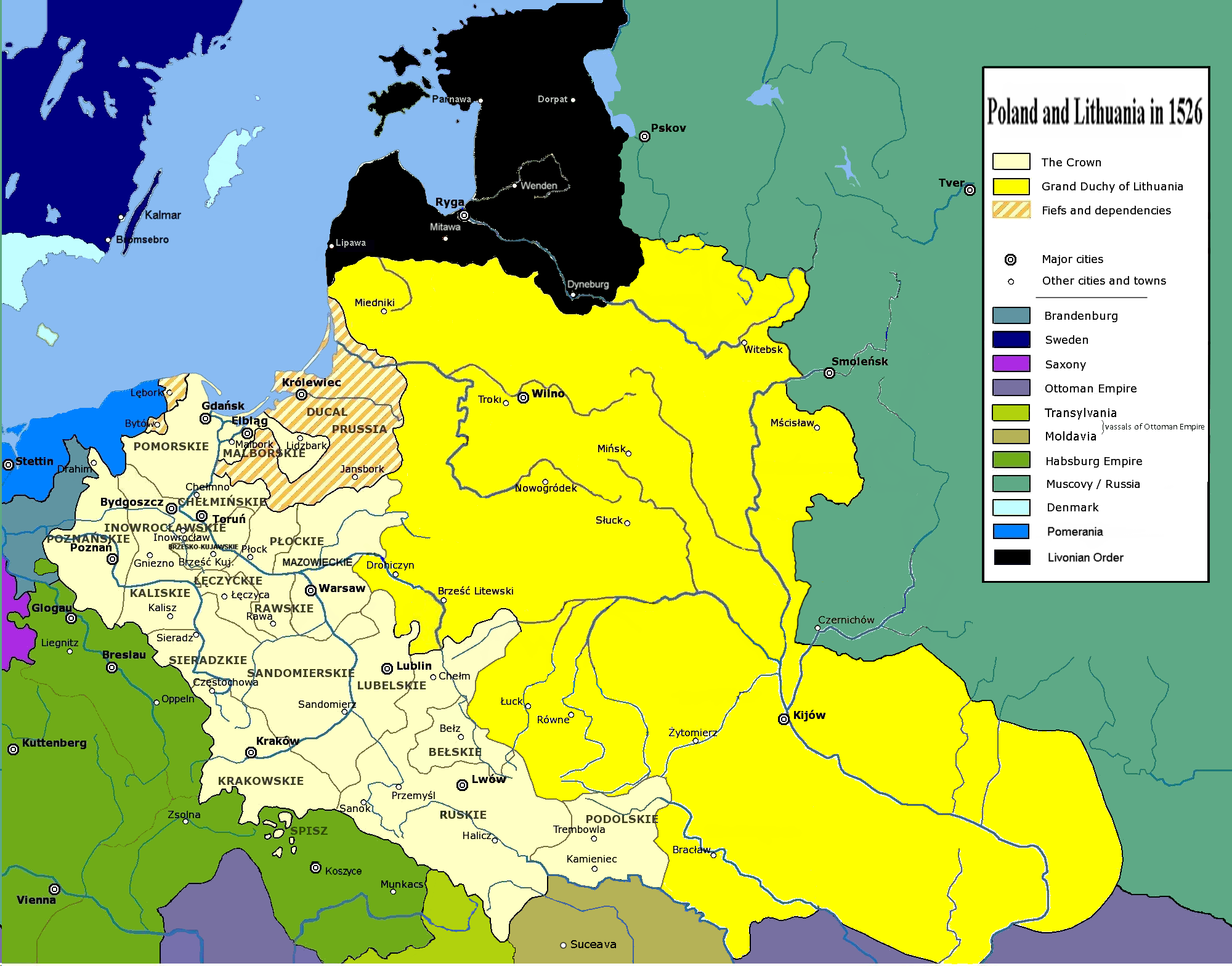
Polska i Litwa w 1526

### Sprawa zakonu krzyżackiego
W wyniku ostatniej wojny z zakonem krzyżackim (1519-1521) w 1525 roku doszło do podpisania traktatu krakowskiego. Zygmunt Stary zaakceptował przejście majątków i urzędów krzyżackich spod władzy kościelnej pod świecką i przyjął hołd lenny Albrechta Hohenzollerna jako luterańskiego księcia Prus. Traktat zapewnił Polsce prawo aneksji Prus Książęcych w przypadku wygaśnięcia rodu Albrechta po mieczu. W styczniu 1525 roku wybuchł tumult gdański, gdy zrewoltowane pospólstwo i plebs luterański wystąpiły przeciwko biskupowi kujawskiemu Maciejowi Drzewickiemu, podważając prawa polskiego kościoła do jurysdykcji duchownej w Gdańsku. 17 kwietnia 1526 r. Zygmunt Stary na czele 8000 zbrojnych wkroczył do Gdańska, uśmierzył bunt i ściął jego przywódców.

### Wojny polsko-litewsko-moskiewskie

#### Wojna z Moskwą 1507–1508.
Zygmunt I Stary postanowił zaatakować Wielkie Księstwo Moskiewskie gdy władzę, po śmierci Iwana III, objął Wasyl III. Król Polski porozumiał się z chanem krymskim Mengli I Girejem, nie uzyskał natomiast poparcia od inflanckiej gałęzi zakonu krzyżackiego. Wojnę zakończył wieczysty pokój na zasadzie status quo ante, który został podyktowany zmianą sojuszu chana krymskiego i niezmienną postawą zakonu inflanckiego.

#### Wojna z Moskwą 1512–1522.
W 1512 roku Chanat Krymski, działając w porozumieniu z królem Polski, przeprowadził serię łupieżczych najazdów na południowe tereny Wielkiego Księstwa Moskiewskiego. Wysunięte czambuły dotarły pod Riazań. W drodze powrotnej na Krym Tatarzy, wypełniając postanowienia sojuszu, oddali w Kijowie Polakom i Litwinom 1/3 swoich łupów. Dla Wasyla III stało się to wystarczającym powodem do rozpoczęcia wojny. Rosjanie w początkowej fazie konfliktu podeszli pod Smoleńsk, Połock, Witebsk, Borysław, Orszę, Brasław, Mińsk i Druck. Po utracie Smoleńska w 1514 roku, armia polsko-litewska przypuściła kontrofensywę. 8 września 1514 roku doszło do bitwy pod Orszą. Wojska Wasyla III zostały pokonane, lecz Zygmuntowi nie udało się odbić miasta. W 1515 roku chanem krymskim został Mehmed I Girej. Zygmunt Stary zawarł z nim przymierze, w wyniku czego chan krymski zaatakował Moskwę. W 1518 roku armia moskiewska podjęła nieudaną wyprawę na Połock. Rok później, po sojuszu moskiewsko-tatarskim, armia polsko-litewska została pokonana pod Sokalem. W 1520 roku Korona porozumiała się z Tatarami i obie armie rozpoczęły wyprawę, która dotarła do Moskwy (ucieczka cara). W 1522 roku podpisano pięcioletni rozejm. Granica miała przebiegać zgodnie z postanowieniami z 1508 roku, a Smoleńsk miał zostać we władaniu Moskwy.

#### Wojna z Moskwą 1534–1537.
W 1533 roku umarł Wasyl III, a na tron wstąpił 3-letni Iwan IV. Litwa postanowiła to wykorzystać i uderzyć na wroga. Ofensywa litewska wyruszyła, kiedy sytuacja w Moskwie była już opanowana. Armia koronna zaatakowała Siewierszczyznę, jednak bez rezultatu. Moskwa odpowiedziała kontratakiem, docierając aż pod Wilno. W 1534 roku wyruszyła armia zaciężna z Polski, opłacona przez litewskie pieniądze, pod dowództwem Jana Tarnowskiego. Gdy główne siły przeciwnika skoncentrowano w Smoleńsku, Jan Tarnowski postanowił zaatakować Siewierszczyznę. Zdobył ją całą, lecz zaciąg wojsk się zakończył i armia powróciła do kraju. W 1536 Wielkie Księstwo Moskiewskie odbiło wszystkie grody na Siewierszczyźnie prócz Homla. W 1537 podpisano pokój, w wyniku którego Wielkie Księstwo Moskiewskie zatrzymało Siebież, a Wielkie Księstwo Litewskie – Homel.

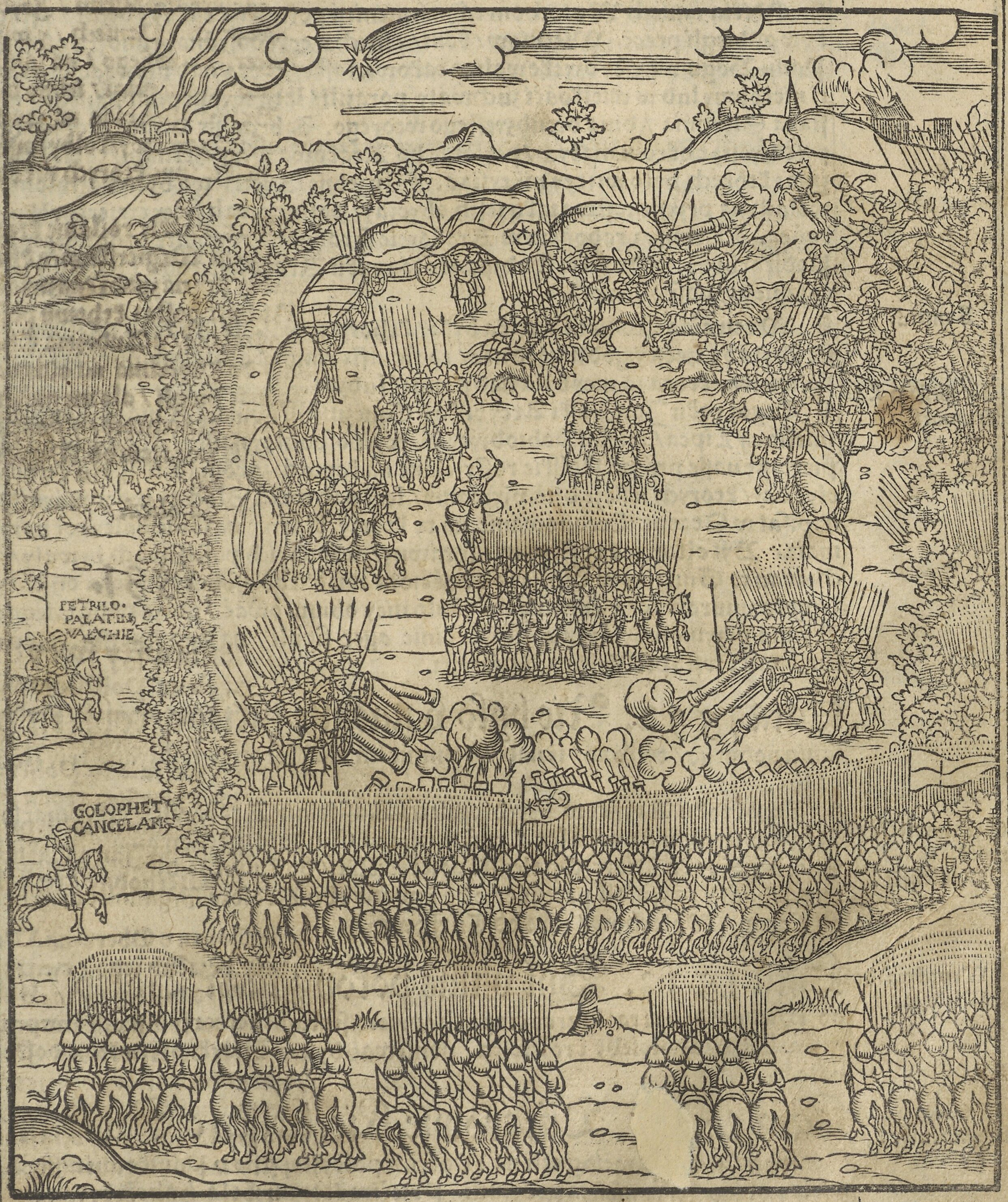
Fragment ryciny z kroniki Marcina Bielskiego

### Wojny z Mołdawią

#### Wojna z Mołdawią 1509–1510
Bogdan III rościł pretensje do Pokucia, zajętego przez Aleksandra Jagiellończyka w 1502 roku. Za czasów Aleksandra planowano małżeństwo jego siostry Elżbiety z Hospodarem. Do małżeństwa jednak nie doszło z powodu śmierci Aleksandra. Bogdan III w wyniku tego najechał w 1509 roku pogranicze i obległ Kamieniec i Lwów, zdobył też Rohatyn. Postanowił zaatakować Polaków podczas odwrotu przez Dniestr, lecz został pokonany. W 1510 roku podpisano pokój, w wyniku którego anulowano małżeństwo Bogdana i Elżbiety. Sprawą Pokucia miał się zająć sąd rozjemczy Władysława Węgierskiego.

#### Wojna z Mołdawią 1530–1531
Od 1527 roku hospodarem mołdawskim był Piotr Rareș. Sułtan osmański, Sulejman Wspaniały, pozwolił mu zaatakować Polskę i zająć Pokucie. Piotr porozumiał się w tej sprawie z Wasylem III i w 1530 roku wkroczył do Pokucia. W 1531 roku Korona przeciągnęła Imperium Osmańskie na swoją stronę i pod dowództwem hetmana Jana Tarnowskiego, pokonała rywala podczas bitwy pod Obertynem. Bitwa nie przyniosła żadnych korzyści, ponieważ hetman nie mógł wejść na terytorium lennika tureckiego. W 1533 roku Piotr Opaliński podpisał w Stambule pokój obowiązujący do końca życia obu władców. Na jego mocy Korona zrezygnowała z pretensji do Mołdawii i Wołoszczyzny.

#### Wojna z Mołdawią 1535–1538
Podczas oblężenia Chocimia hetman Tarnowski przyjął propozycję oddania Pokucia Polsce. Korona odzyskała Pokucie, lecz odbyło się to za cenę zwiększenia wpływów tureckich w Mołdawii, ponieważ Piotr Rares został wypędzony.

### Rywalizacja z Habsburgami na arenie międzynarodowej
Sprawa krzyżacka była zarzewiem wielu konfliktów między Zygmuntem a Habsburgami. Albrecht Hohenzollern chcąc uzyskać niezależność od Polski, szukał sprzymierzeńców na arenie międzynarodowej. Sojusznika znalazł w ówczesnym cesarzu Rzeszy, który gotów był go wesprzeć w ewentualnym konflikcie z Polską. Zagrożenie zwiększał dodatkowo fakt, iż Albrecht próbował uzyskać także sojusznika na wschodzie, w Moskwie. Polski władca, chcąc zapobiec powstaniu tak rozbudowanej antypolskiej koalicji, zmuszony był układać się z Habsburgami. W wyniku rokowań obie dynastie zawarły w 1515 roku układ wiedeński, na mocy którego w wypadku wymarcia czesko-węgierskiej linii Jagiellonów, trony te przejąć miała dynastia Habsburgów. Choć nikt nie spodziewał się rychłej realizacji postanowień traktatu, został on wprowadzony w życie już 11 lat później, kiedy w bitwie pod Mochaczem zginął Ludwik Jagiellończyk.

### Polityka wewnętrzna
Zygmunt sprawując rządy, korzystał z rady senatorów i kompetentnych ministrów kierujących kancelarią królewską, urzędem podskarbińskim i wielkorządcami krakowskimi. Pomimo, że był niechętny systemowi parlamentarnemu i niezależności politycznej szlachty, zwoływał coroczne sejmy, z reguły uzyskując uchwały podatkowe (pobory) na obronę potoczną. Jednakże próby stworzenia stałego funduszu na obronność z podatków zależnych od dochodów skończyły się niepowodzeniem.
Do sukcesów można zaliczyć częściowe oddłużenie skarbu. Zygmunt I Stary oddzielił rachunkowość dotyczącą podatków publicznych od skarbu królewskiego. Wzmocnił działalność mennicy krakowskiej, zabiegał o uporządkowanie przepisów dotyczących dochodów z eksploatacji żup solnych i kopalni, wydał statut dla Ormian (1519), zasady procesowe (1523), zamierzał ujednolicić prawo w całym kraju (correctura iurium, zwana korekturą Taszyckiego, 1532, odrzucona przez sejm 1540).

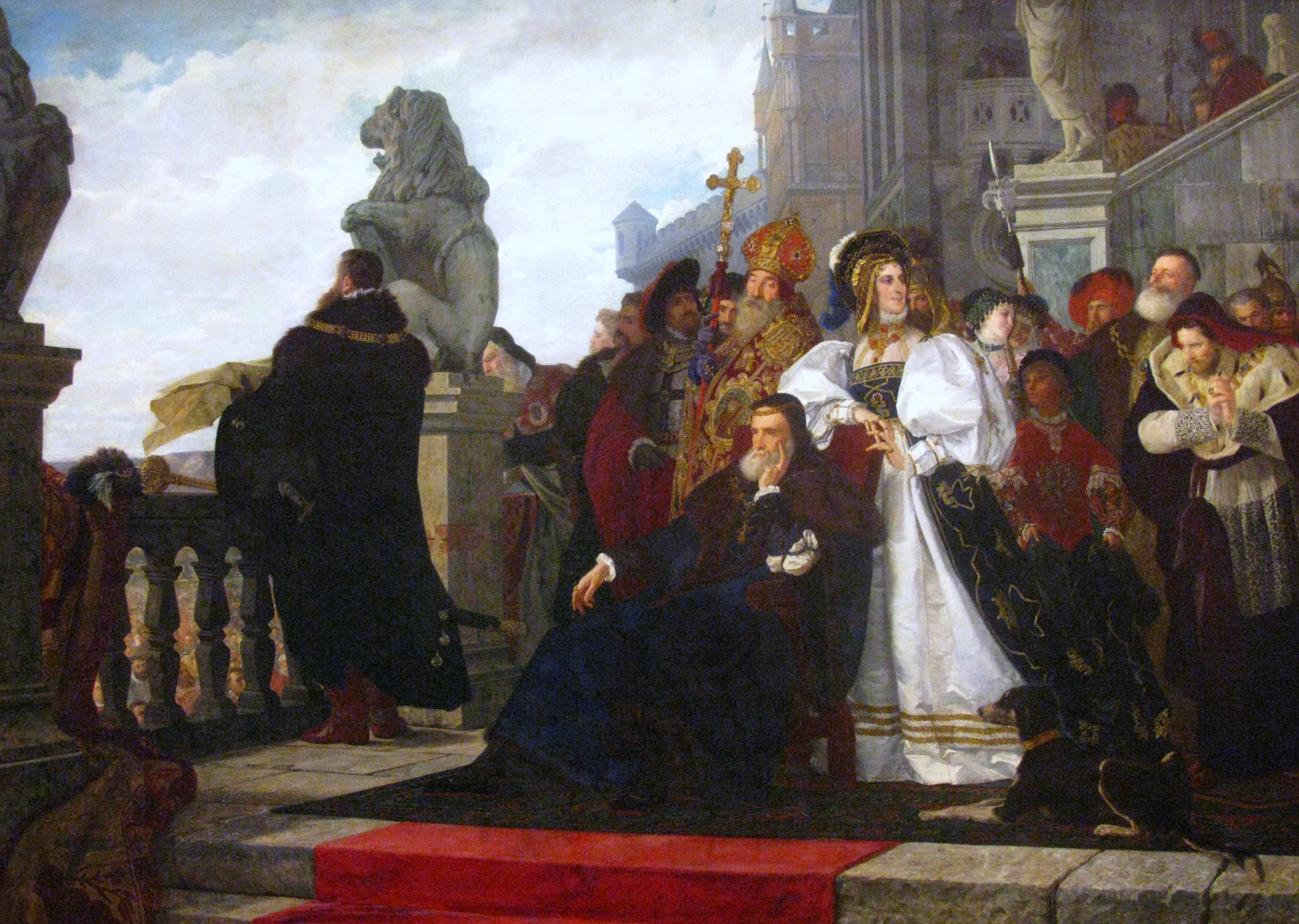
Wojna kokosza, obraz Henryka Rodakowskiego

Uporządkował gospodarkę celną („nowe cło”), dbał o rozwój miast królewskich, odzyskał dla skarbu liczne kompleksy dóbr koronnej domeny królewskiej, znajdujące się pod zastawem. Króla w działalności finansowej wspierała królowa Bona, która dążyła do powiększenia dóbr królewskich w drodze zakupów i poprawy efektywności gospodarowania.
W 1537 roku, w rokoszu lwowskim wysunięto postulaty egzekwowania praw średniej szlachty, niezadowolonej z działań dworu (tzw. Egzekucja Praw). Żądania szlachty skierowane były przeciw hegemonii elit senatorsko-ministerialnych (co wiązało się z nieprzestrzeganiem zakazów łączenia określonych urzędów świeckich i kościelnych, tzw. incompatibilitas) oraz z pomijaniem przy nominacjach na urzędy ziemskie zasady zamieszkiwania na obszarze jurysdykcji urzędu (tzw. „osiadłości”). Sprzeciwiano się również wydatnej roli królowej w życiu politycznym i jej akcji wykupu w Koronie zastawionych królewszczyzn. Sprzeciw budziły też wychowywanie Zygmunta Augusta na dworze matki (bez zapewnienia mu edukacji politycznej i rycerskiej) oraz zbyt wysokie „nowe cło”. Z powodu braku stanowczej postawy wśród przywódców szlachty, po długotrwałych rokowaniach, rokosz zakończył się kompromisem. Szlachta rozjechała się do domów, nie angażując się w wyprawę wojenną organizowaną przez króla (magnaci twierdzili, że jedynym wynikiem rokoszu miało być wyjedzenie drobiu w okolicy obozu, stąd pogardliwa nazwa „wojna kokosza”).
Osiągnięciem było włączenie Mazowsza do Polski (po wygaśnięciu w 1526 roku męskiej linii książąt czersko-warszawskich), jako województwa mazowieckiego (1529), oraz wprowadzenie do sejmu posłów mazowieckich sejmików ziemskich.
Za namową swojej żony – Bony, uzyskał przyznanie, za swego życia, swemu małoletniemu synowi Zygmuntowi Augustowi tronu wielkoksiążęcego na Litwie (1522), jak i tronu polskiego (1529) (w wyniku elekcji vivente rege). Był to pierwszy i zarazem ostatni tego typu wybór władcy na tron królewski w Polsce. Rozwaga i pokojowe usposobienie Zygmunta Starego sprawiły, że w chwili śmierci cieszył się ogólnym szacunkiem w kraju i za granicą. Okres jego panowania określany jest jako złoty wiek w Polsce.

## Zygmunt II August (1548-1572)

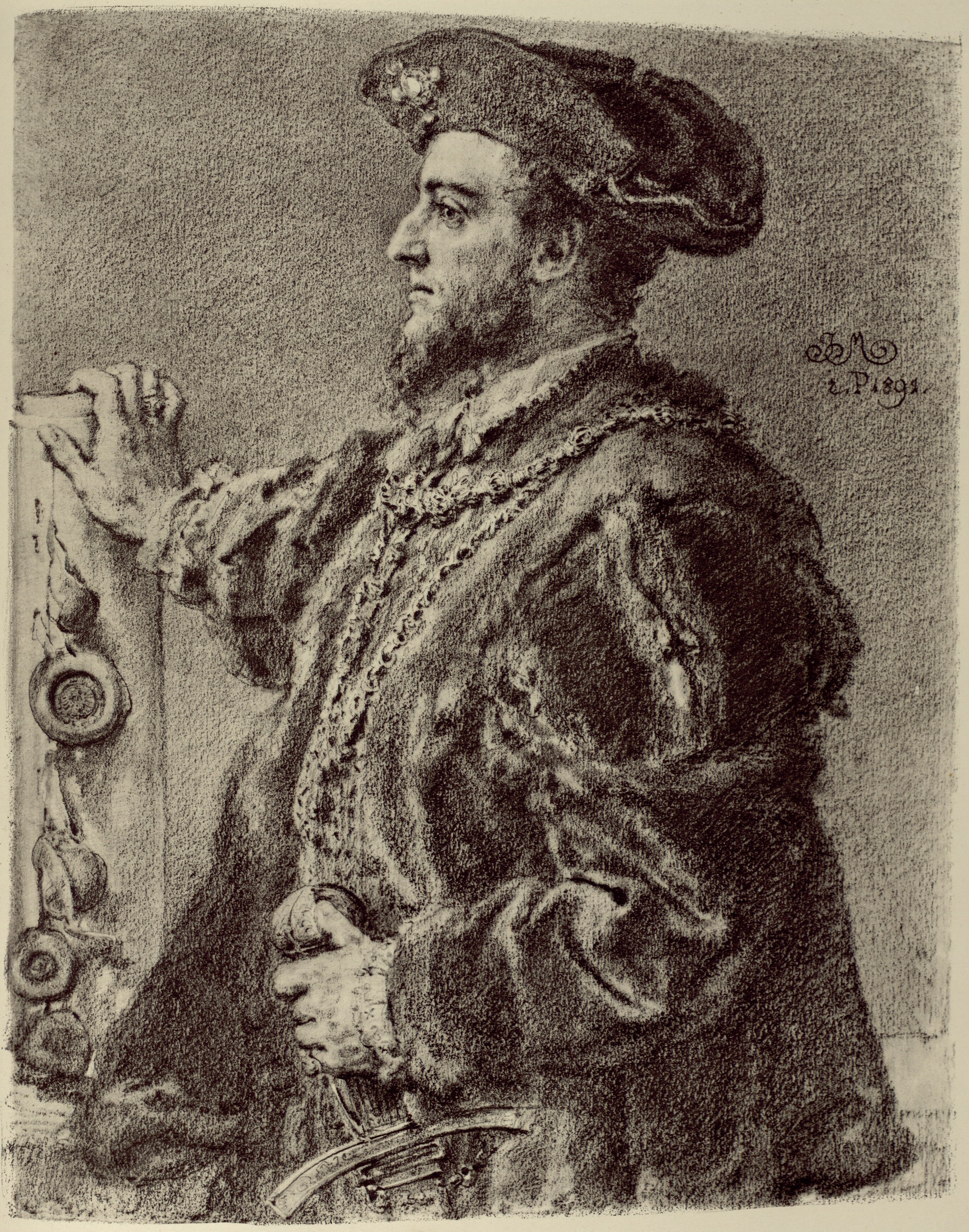
Zygmunt II August portret

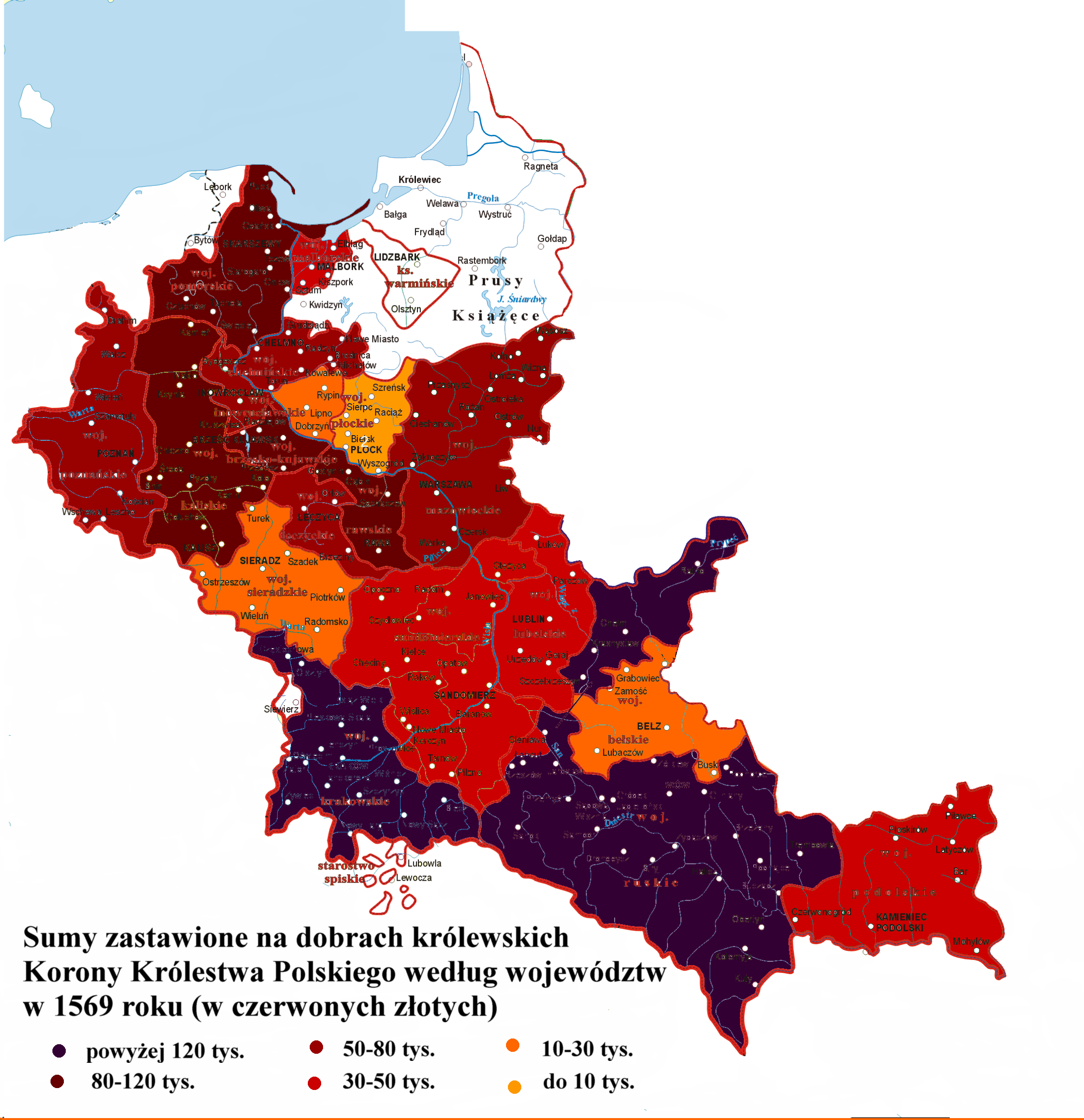
Sumy zastawione na dobrach królewskich Korony Królestwa Polskiego według województw w 1569 roku (w czerwonych złotych)

### Polityka zagraniczna
W 1549 roku został podpisany układ przyjaźni z Habsburgami. Zawarto w nim postanowienia o niedziałaniu przeciwko sobie. W 1553 roku Zygmunt August ożenił się z córką Ferdynanda I, Katarzyną. Tego samego roku król Polski podpisał pokój z Turcją.

### Wojna litewsko-rosyjska
Zygmunt August postanowił przejąć Inflanty, aby wzmocnić Litwę zarówno w stosunku do Korony, jak i Moskwy. Bezpośrednią przyczyną wojny stała się interwencja państwa polsko-litewskiego w spór pomiędzy arcybiskupem ryskim Wilhelmem Hohenzollernem a mistrzem krajowym gałęzi inflanckiej zakonu krzyżackiego Johannem Wilhelmem von Fürstenbergiem. W 1557 litewskie pospolite ruszenie rozbiło obóz pod Pozwolem. Do bitwy jednak nie doszło, ponieważ wielki mistrz Johann Wilhelm von Fürstenberg ukorzył się przed Zygmuntem Augustem i zawarto układ, który przewidywał sojusz polsko-inflancki przeciw Moskwie po zakończeniu rozejmów z nią. W 1558 roku wojska Iwana IV zaatakowały Inflanty zdobywając Narwę i Dorpat. Gdy Zakon Inflancki poprosił o pomoc króla Polski, ten powołał się na wciąż aktualny rozejm z Moskwą. W 1559 armia moskiewska dotarła do Rygi. 28 listopada 1561 roku podpisano pakt wileński, na mocy którego Inflanty oddały się pod zwierzchnictwo króla polskiego, rozwiązano zakon oraz włączono Inflanty do Korony.

### I wojna północna 1563-1570
W 1562 roku Szwedzi zdobyli Parnawę. Eryk XIV zawarł rozejm z carem, a Dania wypowiedziała wojnę Szwecji. W tym samym roku rozpoczęła się również wojna Litwy i Moskwy. Następnego roku Rosjanie przystąpili do oblężenia Połocka, a Zygmunt August podpisał sojusz z Fryderykiem II w zamian za oddanie Parnawy, która miała być odzyskana od Szwecji. August otrzymał również pomoc od Hohenzollernów, w zamian za uznanie możliwości dziedziczenia lenna pruskiego. Wojna zakończyła się kongresem pokojowym w Szczecinie (1570), kończącym wojnę duńsko-szwedzką. Litwa utraciła na rzecz Rosji: wschodnią część Inflant z kilkoma zamkami (m.in. Marienburg), biskupstwo dorpackie, wschodnią część Estonii, Połock z zamkiem Turowla, część ziemi witebskiej z zamkami Ozierzyszcze i Uświat.

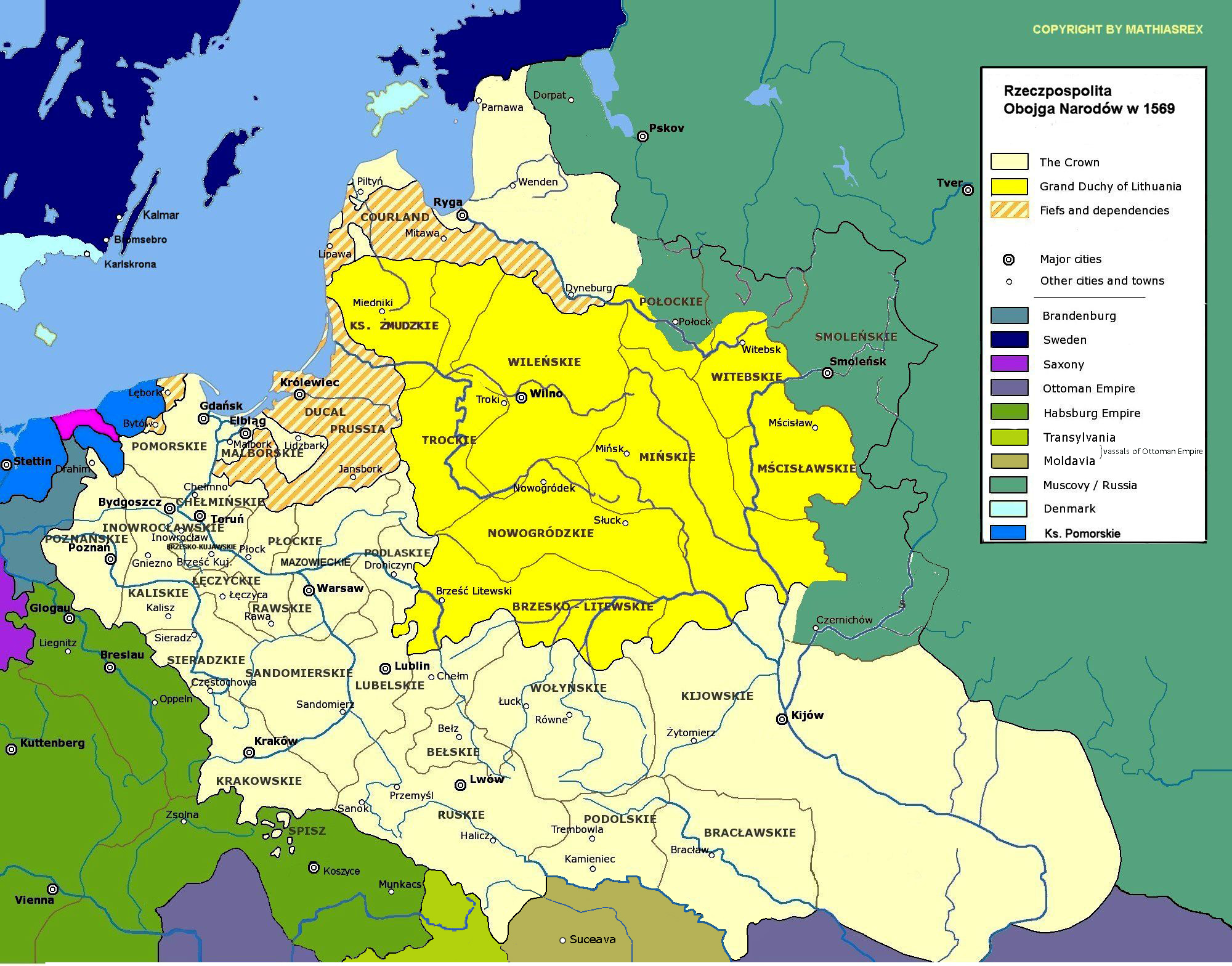
Rzeczpospolita Obojga Narodów po unii lubelskiej

### Unia z Litwą 1569
Ściślejsza współpraca polsko-litewska była już brana pod uwagę od dłuższego czasu, jednak nie wiedziano, jak formalnie ją zacieśnić. Większość Litwinów była za sojuszem obronnym, natomiast w Koronie myślano nawet o inkorporowaniu Litwy, jako województwa (woj. Nowa Polska). W 1568 roku król Polski zwołał sejm koronny w Lublinie, a litewski w Wołyniu. Panowie litewscy mieli się później udać na wspólne obrady do Lublina. Podczas wspólnych obrad wynikły jednak problemy, m.in. Litwini nie godzili się na wspólny sejm i możliwość wykupu ziem przez Polaków. Niezadowoleni Litwini zaczęli opuszczać obrady. Zygmuntowi Augustowi nie spodobał się to i odpowiedział 5 marca dekretem o włączeniu Polesia do Korony. 27 maja włączył woj. wołyńskie i bracławskie, 6 czerwca woj. kijowskie. W wyniku takiego obrotu spraw Litwa nie miała wyjścia i przyjęła kompromisowy charakter unii. 1 lipca 1569 roku nastąpiło zaprzysiężenie unii przez członków sejmu koronnego i litewskiego. W myśl postanowień unii:
- Rzeczpospolita Korony Królestwa Polskiego i Wielkiego Księstwa Litewskiego miały mieć jednego władcę wybieranego wspólnie przez oba narody w wolnej elekcji i koronowanego na króla Polski i wielkiego księcia Litwy w Krakowie.
- Powołano wspólny Sejm walny, obradujący w Warszawie, którego izba poselska składała się ze 114 posłów koronnych i 48 litewskich, a w skład Senatu weszło 113 senatorów koronnych i 27 litewskich.
- Oba człony Rzeczypospolitej zobowiązały się prowadzić wspólną politykę obronną i zagraniczną.
- Wprowadzono wspólną monetę.
- Zachowano odrębne urzędy centralne, tytuły i dostojeństwa z identycznym zakresem kompetencji w obu krajach.
- Zachowano odrębne wojsko polskie i litewskie.
- Zachowano odrębne języki urzędowe (na Litwie język ruski).
- Egzekucja królewszczyzn i podważanie nadań królewskich nie miały zastosowania na Litwie.
- Uchwalono unifikację systemów prawnych.
- Zniesiono zakaz nabywania przez Polaków dóbr na Litwie.

### Śmierć
Zygmunt II August zmarł w 1572 w Knyszynie, jako ostatni polski monarcha z linii męskiej dynastii jagiellońskiej. Rozpoczął się pierwszy okres bezkrólewia. Kolejnym królem polskim, wybranym przez sejm elekcyjny, był Henryk Walezy (1573–1574).